# ستيفن لام
ستيفن لام هو قاضي صلح ‏ وسياسي صيني، ولد في 24 نوفمبر 1955 في هونغ كونغ في الصين. انتخب Secretary for Constitutional Affairs ‏ (1 يوليو 2002 – 30 يونيو 2007) وانتخب Secretary for Constitutional and Mainland Affairs ‏ (1 يوليو 2007 – 29 سبتمبر 2011) وانتخب أمين عام الشؤون الإدارية (30 سبتمبر 2011 – 30 يونيو 2012).